# 180 років Київському національному університету імені Тараса Шевченка (монета)
«180 ро́ків Ки́ївському націона́льному університе́ту і́мені Тара́са Шевче́нка» — ювілейна монета номіналом 2 гривні, випущена Національним банком України. Присвячена одному з найстаріших і найбільших навчальних закладів України.
Монету введено в обіг 31 липня 2014 року. Вона належить до серії «Вищі навчальні заклади України».

## Опис та характеристики монети
| Номінал грн. | Метал      | Маса, грам | Діаметр, мм. | Якість виготовлення       | Гурт     | Тираж, штук |
| ------------ | ---------- | ---------- | ------------ | ------------------------- | -------- | ----------- |
| 2            | нейзильбер | 12,8       | 31           | спеціальний анциркулейтед | рифлений | 20 000      |

### Аверс
На аверсі монети розміщено: угорі малий Державний Герб України, напис півколом «НАЦІОНАЛЬНИЙ БАНК УКРАЇНИ»; стилізовану композицію — на тлі портретів видатних особистостей, причетних до створення та діяльності Київського університету, зображено Святого Володимира; унизу номінал — «2 ГРИВНІ», ліворуч логотип Монетного двору Національного банку України; праворуч — рік карбування «2014».

### Реверс
На реверсі монети на дзеркальному тлі зображено будівлю Київського національного університету імені Тараса Шевченка (будівля червоного кольору, використано тамподрук), пам'ятник Тарасові Шевченку; унизу написи «180/РОКІВ», «1834», «2014»; угорі по колу розміщено напис «КИЇВСЬКИЙ НАЦІОНАЛЬНИЙ УНІВЕРСИТЕТ ІМЕНІ ТАРАСА ШЕВЧЕНКА».

## Автори
- Художник — Кочубей Микола.

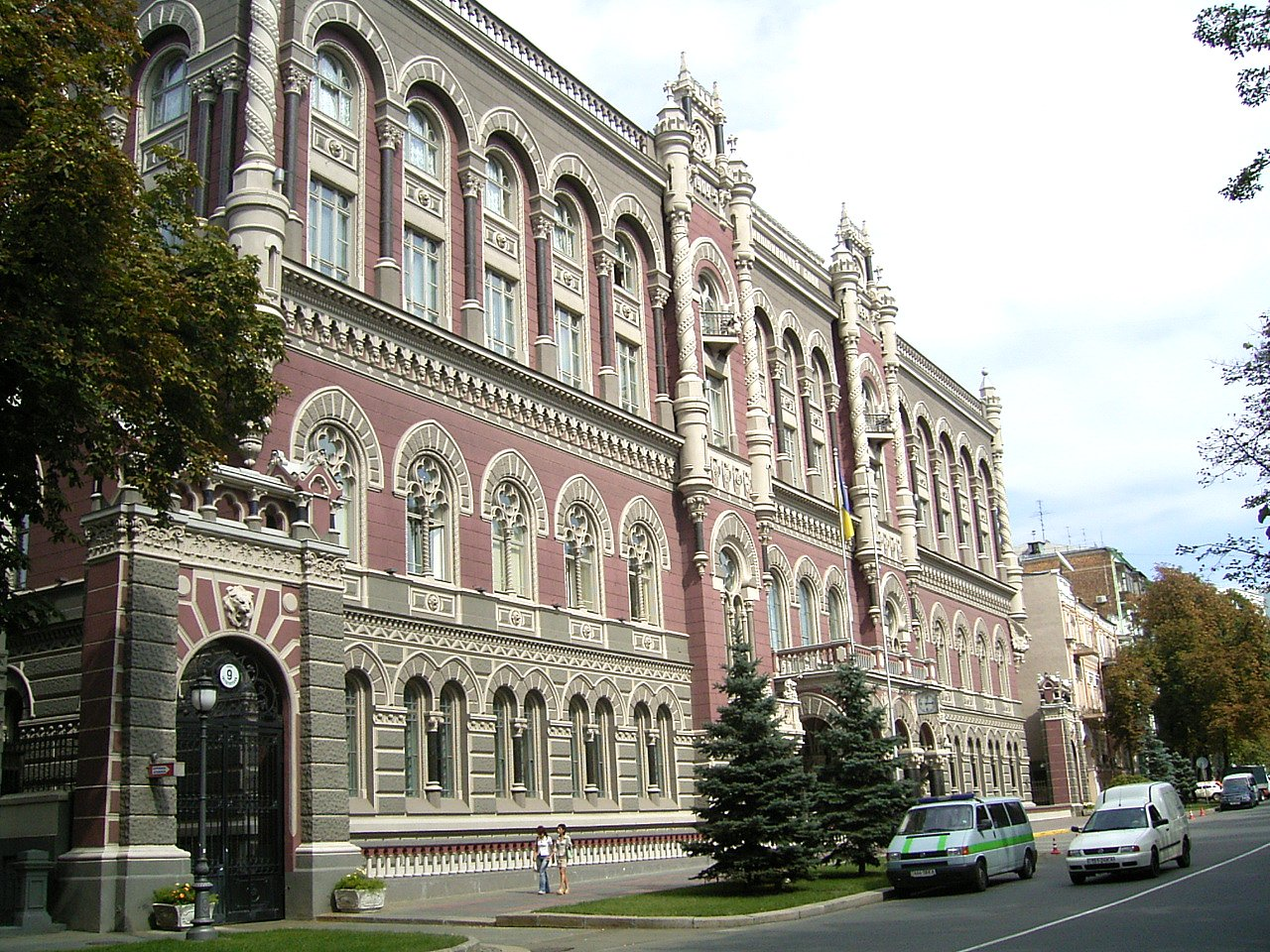
Будівля Національного банку України

- Скульптори: Дем'яненко Анатолій, Іваненко Святослав.

## Вартість монети
Під час введення монети в обіг в 2014 році, Національний банк України реалізовував монету через свої філії за ціною 20 гривень.
Фактична приблизна вартість монети, з роками змінювалася так:
| Рік        | 2015 | 2016 | 2017 | 2018 | 2019 | 2020 | 2021 | 2022 | 2023 | 2024 | 2025 |
| ---------- | ---- | ---- | ---- | ---- | ---- | ---- | ---- | ---- | ---- | ---- | ---- |
| Ціна, грн. | 110  | 114  | 190  | 210  | 200  | 200  | 210  | 330  | 500  | 950  | 980  |